# Bill Justice
Pour les articles homonymes, voir Justice (homonymie).
Bill Justice, né le 9 février 1914 à Dayton, Ohio et mort le 10 février 2011 à Santa Monica, Californie, est animateur des studios Disney.

## Biographie
Bill Justice rejoint les studios Walt Disney comme animateur en 1937 et travailla sur de grands succès comme Fantasia en 1940, Les Trois Caballeros en 1944, Alice au Pays des Merveilles en 1951 et Peter Pan en 1953. Il est également connu comme l'animateur de Panpan, le lapin de Bambi en 1942 et de Tic et Tac.
Il a aussi dirigé A Cowboy Needs a Horse (1956), The Truth About Mother Goose (1957), Noah's Ark (1959) et en 1962, A Symposium On Popular Songs, les trois derniers nommés aux Oscars. Au total, il a travaillé sur 57 courts métrages et 19 longs métrages.
En 1965, il rejoint Walt Disney Imagineering où il a travaillé sur différentes attractions telles que Pirates of the Caribbean, Haunted Mansion et Country Bear Jamboree. Il est aussi le concepteur de nombreux costumes de personnages des parcs Disney ainsi que des chars des parades dont la Main Street Electrical Parade,.
Bill Justice, qui a pris sa retraite de The Walt Disney Company en 1979 et a été nommé Disney Legends en 1996. Il résida à Granada Hills à Los Angeles, en Californie. Il est l'auteur de Justice for Disney, chronique qui raconte ses années avec l'entreprise.
Il meurt le 10 février 2011 à 97 ans dans une maison de repos de Santa Monica en Californie.

## Filmographie

### Comme animateur
- 1940 : Fantasia
- 1942 : Der Fuehrer's Face
- 1942 : Bambi
- 1942 : Saludos Amigos
- 1943 : Victoire dans les airs
- 1943 : À l'attaque (Home Defense)
- 1944 : The Plastics Inventor
- 1944 : Les Trois Caballeros
- 1944 : Donald emballeur (The Clock Watcher)
- 1945 : Donald a sa crise (Cured Duck)
- 1945 : Le Vieux Séquoia (Old Sequoia)
- 1946 : La Boîte à musique
- 1946 : Peinture fraîche (Wet Paint)
- 1946 : Double Dribble
- 1947 : Straight Shooters
- 1947 : Le Clown de la jungle (Clown of the Jungle)
- 1947 : Pépé le grillon (Bootle Beetle)
- 1947 : Mail Dog
- 1947 : Donald chez les écureuils (Chip an' Dale)
- 1948 : Donald décorateur (Inferior Decorator)
- 1948 : À la soupe ! (Soup's On)
- 1948 : Le petit déjeuner est servi (Three for Breakfast)
- 1948 : Donald et les Fourmis (Tea for Two Hundred)
- 1949 : Pile ou farces (Donald's Happy Birthday)
- 1949 : Sea Salts
- 1949 : Donald forestier (Winter Storage)
- 1949 : Donald fait son beurre (All in a Nutshell)
- 1949 : Jardin paradisiaque (The Greener Yard)
- 1949 : Slide Donald Slide
- 1949 : Donald et son arbre de Noël (Toy Tinkers)
- 1950 : Attention au lion (Lion Around)
- 1950 : La Roulotte de Donald (Trailer Horn)
- 1950 : Donald pêcheur (Hook, Lion and Sinker)
- 1950 : Bee at the Beach
- 1950 : Donald blagueur (Out on a Limb)
- 1951 : Drôle de poussin (Chicken in the Rough)
- 1951 : Dude Duck
- 1951 : Une partie de pop-corn (Corn Chips)
- 1951 : Donald pilote d'essai (Test Pilot Donald)
- 1951 : Donald gagne le gros lot (Lucky Number)
- 1951 : Alice au Pays des Merveilles (animation des personnages)
- 1951 : Bon pour le modèle réduit (Out of Scale)
- 1951 : Donald et la Sentinelle (Bee on Guard)
- 1952 : Le Verger de Donald (Donald Applecore)
- 1952 : Tic et Tac séducteurs (Two Chips and a Miss)
- 1952 : Let's Stick together
- 1952 : Uncle Donald's Ants
- 1952 : Donald et la Sorcière (Trick or Treat)
- 1952 : L'Arbre de Noël de Pluto (Pluto's Christmas Tree)
- 1953 : Peter Pan (animation des personnages)
- 1953 : La Fontaine de jouvence de Donald (Don's Fountain of Youth)
- 1953 : Les Cacahuètes de Donald (Working for Peanuts)
- 1954 : Spare the Rod
- 1954 : Le Dragon mécanique (Dragon Around)
- 1954 : Donald visite le parc de Brownstone (Grin and Bear It)
- 1954 : The Flying Squirrel
- 1955 : Lake Titicaca (animation des personnages)
- 1955 : Donald et les Abeilles (Beezy Bear)
- 1955 : Donald flotteur de bois (Up a Tree)
- 1956 : Humphrey va à la pêche (Hooked Bear)
- 1959 : Noah's Ark
- 1961 : Babes in Toyland (layout)
- 1961 : A Symposium on Popular Songs (animateur en volume)

### Comme Réalisateur
- 1955 : The Mickey Mouse Club (1 épisode)
- 1956 : Jack and Old Mac
- 1956 : A Cowboy Needs a Horse
- 1957 : The Truth About Mother Goose
- 1959 : Noah's Ark
- 1962 : A Symposium on Popular Songs

## Sources
- (en) Cet article est partiellement ou en totalité issu de l’article de Wikipédia en anglais intitulé « Bill Justice » (voir la liste des auteurs).